# Грамота князів Коріятовичів
Гра́мота князі́в Коріято́вичів 1374 ро́ку — грамота, видана 7(15) січня 1374 року литовськими князями Олександром і Юрієм Коріятовичами міщанам міста Кам'янець на Поділлі. Найдавніший із відомих сьогодні датованих писемних документів, що стосуються історії Кам'янця-Подільського.

## Публікації тексту грамоти
Оригінал грамоти не зберігся. Як засвідчує запис під 1564 роком у книзі люстрації Теребовлянського замку, грамоту було написано давньоруською мовою. Того ж 1564 року документ було занесено до Коронної метрики в польському перекладі.
Давньоруський текст грамоти також не зберігся. Є тільки дві редакції польського перекладу: давніша — за виписом 1564 року, пізніша — за виписом 18 століття. Як зазначив Юхим Сіцінський, «пізніша редакція не зовсім певна», оскільки «в ній є деякі зміни в тексті на користь міста (але незначні зміни) і, крім того, на початку грамоти вперлася якась нісенітниця» .
Польський переклад грамоти неодноразово друкувався. Зокрема, відомі публікації цього документу польським істориком Олександром Пшездзецьким (Вільно, 1841), подільським церковним істориком Данилом Синицьким (Кам'янець-Подільський, 1868), українськими істориками Никандром Молчановським (Київ, 1885), Михайлом Грушевським (Львів, 1906). Свій переклад грамоти сучасною українською мовою подала Ольга Пламеницька в книзі «Кам'янець-Подільський» (Київ, 2004) .
Польський історик Януш Куртика уклав і 2004 року опублікував збірник документів з історії Поділля до 1430 року, в якому, зокрема, навів відомості про всі відомі копії грамоти 1374 року .

## Зміст грамоти
Грамотою від 7(15) січня 1374 року Юрій та Олександр Коріятовичі:
- подарували місту Кам'янцю близько 200 ланів поля та вигін для худоби;
- звільнили міщан на 20 років (за іншим списком, на 24 роки) від усяких повинностей на подаровану їм землю;
- надали міщанам право самостійного суду перед власним війтом і райцями;
- уступили магістрату прибутки від усяких міських торгово-промислових закладів, взамін міщани були зобов'язані зміцнювати місто своїм коштом;
- встановили порядок розпорядження безгосподарним майном.

Як зазначив Никандр Молчановський, цей акт засвідчив, що «перші подільські князі були не тільки військовими зверхниками та захисниками зайнятого ними краю, але також його внутрішніми керівниками та колонізаторами» .

## Датування грамоти
У князівській грамоті точно вказано дату, коли її видано. Але в різних копіях вона різна. В одній копії це 7 листопада 1374 року, в іншій — 7 лютого 1374 року. Тому в різних науково-популярних книгах грамоту датують по-різному. Так, Ольга Пламеницька в книзі «Кам'янець-Подільський», виданій 2004 року, пише про 7 листопада , а Олександр Расщупкін і Сергій Трубчанінов у книзі «Кам'янець на Поділлі», виданій 2008 року, — про 7 лютого .
Юхим Сіцінській у монографії «Кам'янець-Подільський», виданій 1895 року, вказував 7 листопада . Зате в «Нарисах з історичної топографії міста Кам'янця-Подільського та його околиць», написаних 1930 року, він змінив дату на 7 січня . Річ у тім, що Сіцінський мав вищу духовну освіту, довгі роки був священиком, тож, детальніше вивчаючи грамоту, звернув увагу на те, що князівський акт видано «на Св. Іоанна Хрестителя» (це вказано в обидвох копіях грамоти). А Собор Предтечі й Хрестителя Господнього Іоанна (так офіційно називається свято) припадає на 7 січня (за старим стилем).
Уперше думку про те, що справжньою датою видачі грамоти є 7 січня (попри те, що в одній копії вказано 7 лютого, а в іншій — 7 листопада), висловив Михайло Грушевський у «Матеріалах до історії суспільно-політичних і економічних відносин Західної України» (Львів, 1906). Проте, як зазначив Януш Куртика, Грушевський не навів достатніх доказів на підтвердження цієї дати. Сам же Куртика зробив обережне припущення (зі знаком запитання у дужках) про можливе датування грамоти днем 24 лютого (у православному календарі — це перше та друге знайдення голови Іоанна Предтечі).
Логічне пояснення того, звідки ж в одній копії взялося 7 листопада, в іншій — 7 лютого, спробував зробити краєзнавець Олег Будзей. Колись рік починався не з січня, а з березня. Про це, зокрема, засвідчують назви чотирьох останніх місяців року в латинській мові, запозичені англійською, німецькою і навіть російською мовами (для прикладу, російське «декабрь» походить від числівника «дека» — десять). При такій нумерації січень був одинадцятим місяцем року. Цілком ймовірно, що в тексті князівської грамоти його позначили числом 11. Через кілька століть одні перекладачі зрозуміли це як одинадцятий місяць за новим відліком — тобто, листопад, інші прочитали арабське 11 як римське II (два) — звідси в іншій копії з'явився лютий .

## Цікаві факти
- Ще в 17 і 18 століттях містяни Кам'янця-Подільського у боротьбі з магістратом і в суперечках із воєводами посилались на грамоту 1374 року та навіть вимагали, щоб бургомістри та райці присягали на ній [10].
- У 16 столітті на основі цієї грамоти місто розпочало судовий процес проти власників низки сіл, суміжних із Кам'янцем-Подільським, за право володіння землями. Серед цих сіл (нині Кам'янець-Подільського району Хмельницької області) бачимо Пудлівці, Гуменці, Колубаївці, Боришківці, Тарасівку, Панівці, Зубрівку, Цибулівку. Процес розтягнувся на чотири століття. Останній документ цього процесу датовано 1889 роком. Місту так і не вдалося відсудити землі, надані йому грамотою князів Коріятовичів [11].